# Saksitoksin
Saksitoksin (STX) je nevrotoksični alkaloid, ki je naravno prisoten v nekaterih školjka in napihovalkah (Tetraodontidae). Proizvajajo ga določene simbiotske vrste dinoflagelatov in modrozelenih cepljivk. Ime toksina izhaja iz školjk rodu Saxidomus, pri katerih je bil toksin tudi prvič odkrit. Saksitoksin je eden najmočnejših znanih naravnih toksin, in tako kot tetrodotoksin (TTX) prepreči depolarizacijo nevronov preko blokade napetostno-odvisnih natrijevih (Na+) kanalčkov, kar v končni fazi povzroči ohromelost (paralizo) dihalnih mišic, brez hitre pomoči pa žrtev tako umre zaradi zadušitve. Tovrstno zastrupitev specifično imenujemo tudi paralitična zastrupitev s školjkami (PSP), saksitoksin in njegove derivate pa PSP toksini.

## Izvor toksina
Saksitoksin tako kot tetrodotoksin proizvajajo simbiotski mikroorganizmi, ki prebivajo v školjkah in napihovalkah, in sicer dinoflagelati rodov Alexandrium, Gymnodinium in Pyrodinium ter modrozelene cepljivke rodov Anabaena, Aphanizomenon, Cylindrospermopsis, Lyngbya in Planktothrix. Izraz saksitoksin se lahko nanaša tudi na kombinacijo toksinov, ki jih proizvajajo omenjeni organizmi, in sicer STX, neosaksitoksin (neoSTX), goniautoksini (GTX) and dekarbamoilsaksitoksin (dcSTX). STX predstavlja zaščito za školjke in napihovalk pred plenilci (predatorji).
STX je prisoten v vsaj 12 vrstah napihovalk v Aziji. V ZDA prebivajo te ribe v obalnih vodah Nove Anglije, Floride in zahodne obale. V napihovalkah, ki prebivajo na vzhodni obali Floride, proizvaja STK dinoflagelat vrste Pyrodinium bahamense, večje količine pa so prisotne v koži, mišicah in notranjih organih; največja koncentracija je prisotna v jajčnikih (ovarijih) in znaša 22.104 µg STX / 100 g tkiva. Tudi po letu dni v ujetništvo je bila sluz na koži še vedno zelo strupena. Koncentracije STX-a v napihovalkah, ki prebivajo blizu ZDA, so podobne tistim, ki prebivajo blizu Filipinov, Tajske Japonske, in držav Južne Amerike.

## Klinični simptomi in znaki
Simptomi se pojavijo od 10-60 minut po zaužitju toksina in vključujejo otopelost in mravljinčenje, ki se pojavi sprva na ustnicah in jeziku kot posledica lokalne absorpcije. Simptomi se nato razširijo na obraz in vrat, nato pa še na ude in prste. Brez hitre pomoči nastopi smrt nanavadno zaradi ohromelosti (paralize) dihalnih mišic, ki privede do pomanjkanja preskrbe tkiv s kisikom (O2) oz. hipoksije.

## Zdravljenje in preventiva
Trenutno ne obstaja noben protistrup (antidot) proti STX-u. Toksičnost v segreti vodi ohrani do temperature 49 °C. Za dekontaminacijo se uporablja 1 % raztopino natrijevega hipoklorita (NaOCl) oz. varikine, za oblačila in kožo pa zadostujeta že voda in milo. Zaradi možne ohromelosti dihalnih mišic je potrebno zagotavljati umetno predihovanje (ventilacijo).

## Vojaška uporaba
STX je bil vrsto let predmet raziskav s strani Oboroženih sil ZDA in Centralne obveščevalne agencije (CIA) za potencialno uporabo v atentatorske ter samomorilne namene pilotov izvidniških letal Lockheed U-2. Učinek kapsul STX naj bi bil hitrejši in gotovejši od cianidnih tablet.